# 상하이시
상하이(중국어: 上海, 병음: Shànghǎi, 한자음: 상해, 우어: /zɑ̃'he/)는 중화인민공화국의 4개 직할시 중 하나이다. 상하이는 장강 동쪽 하류에 위치하고 있으며, 황푸강이 도시를 관통하여 흐른다. 2021년 기준으로 2,489만 명이 거주하고 있는 상하이는 중화인민공화국에서 인구 수가 가장 많은 도시로 3,930만명이 상하이 대도시권에 거주하고 있고, 중국 본토에서 국내총생산이 가장 높은 도시이다. 인간 개발 지수에서 상하이는 중국 본토 행정 구역 중 베이징 다음으로 높은 순위를 차지했다. 상하이는 세계적인 금융, 사업 및 경제, 연구, 교육, 과학 및 기술, 제조, 관광, 문화, 요리, 예술, 패션, 스포츠, 그리고 교통 중심지 중 한 곳이며, 상하이는 세계 1위의 컨테이너 물류량을 보유한 도시이기도 하다. 2019년 상하이 푸둥 국제공항은 여객 수송에 따른 가장 분주한 공항 10위권 안에 들어갔으며, 상하이 훙차오 국제공항과 함께 상하이 대도시권과 연결된다.
상하이는 원래 조용한 어촌이자 시장이 형성되는 마을이었지만, 19세기 중국 내외의 무역 증가와 상하이의 유리한 입지 덕분에 중요도가 올라가게 되었다. 1840년 제1차 아편 전쟁 이후 조약항 5개 중 하나에 포함된 상하이는 유럽 열강에 의해 강제로 개항하였으며, 상하이 공공 조계와 상하이 프랑스 조계가 뒤이어 상하이에 설립되었다. 1930년대 상하이는 아시아의 주요 상업 거점이자 금융 거점으로 번창하였다. 중일 전쟁 때에는 상하이 전투의 주요 전장이었다. 중일 전쟁 이후에는 1949년 중국 공산당이 본토를 점령하면서 상하이의 국제 무역은 다른 사회주의 국가들로 제한되었고, 상하이의 국제적 위상도 추락하였다. 그럼에도 불구하고 새로 수립된 중화인민공화국에서 1940년대 말부터 1950년대 초 사이에 현대적인 무역이 시작되었고, 1978년 개혁·개방 정책 이전까지 사회주의 국가들의 도시 중 가장 크고 중요한 도시 중 하나였다.
1990년대 덩샤오핑이 도입한 경제 개혁으로 금융 회수와 외국인 투자를 통해 푸둥 신구를 비롯한 상하이의 대대적인 재개발이 이루어졌다. 상하이는 이 때부터 국제 금융 및 무역의 중심지로 재부상하였다. 현재 상하이에는 세계에서 가장 큰 증권거래소 중 하나인 상하이 증권거래소와 중화인민공화국의 첫 자유무역지구인 상하이 자유무역지대가 있다. 2020년 GaWC는 상하이를 세계 1급 도시인 Alpha+로 규정하였으며,국제금융센터지수에서는 뉴욕과 런던 다음으로 경쟁력 있고 가장 큰 금융센터를 가진 도시로 평가했다. 상하이는 세계에서 가장 규모가 큰 지하철 노선을 보유하고 있으며, 거주하는 억만장자의 수가 세계에서 5번째로 많고, 세계에서 마천루가 5번째로 많으며, 도시 내에 포춘 글로벌 500에 속하는 기업이 세계에서 5번째로 많고, 과학 연구 보고 역시 세계에서 5번째로 많다. 상하이에는 푸단 대학, 상하이 자오퉁 대학, 퉁지 대학, 화둥 사범대학, 상하이 대학 등 순위 높은 대학이 다수 있다.
상하이는 중화인민공화국 경제의 "지표"라고 자주 묘사된다. 경제와 더불어 아르 데코 및 시쿠멘과 같은 여러 독창적인 건축 기법 덕택에 상하이는 동방명주탑, 상하이 성황묘, 예원, 2010 엑스포 중국국가관, 와이탄 일대의 건축물과 같은 뮤지엄과 역사적 건축물, 루자쭈이 마천루로도 명성을 얻고 있다. 상하이는 이 외에도 독특한 언어와 달콤한 요리로도 잘 알려져 있다. 국제 도시로서, 상하이는 BRICS 국가들이 설립한 국제금융기관인 신개발은행이 있고, 베이징 다음으로 75개의 외국 공관이 있으며, 상하이 패션 위크, 중국 그랑프리, 차이나조이와 같이 매년 수많은 중국 국내외의 행사를 개최한다. 상하이가 관광 소득으로 벌어들이는 수입은 세계에서 1위이며, 5성급 호텔이 세계에서 7번째로 많고, 세계에서 3번째로 높은 타워인 상하이 타워가 있는 도시이다. 2018년 상하이는 세계 최초로 수입을 주제로 한 국가 수준의 엑스포인 중국국제수입박람회를 개최하였다. 2019년에는 유네스코 글로벌 학습도시 네트워크에 참여했다.

## 역사

### 고대
춘추시대에는 오나라의 동쪽지역에 속했으며, 전국시대에는 초나라에 속했다. 일찍이 초나라 춘신군의 봉토였으며, 그 흔적은 현재 상해를 관통하는 황포강의 옛 명칭인 춘신강(春申江)과 상해에 대한 약칭 중 하나인 신(申)에 남아 있다. 그리고, 삼국 시대 오나라의 항구 도시였으며, 오나라 황제 손권의 형인 손책이 회계 전투에서 이겨 이 곳을 차지하였다. 손권은 이 곳의 아름다운 바다 경치를 지나칠 수가 없어, 자신의 별장을 만들어 구경하였다고 하는데 이 별장의 위치가 와이탄 주변에 있다. 서기 4, 5세기 진나라 때 송강(松江)(지금의 소주하ㆍ蘇州河)과 임해 일대의 주민들은 고기잡이를 생업으로 삼았고, 대나무로 “호(扈)”라고 부르는 낚시 도구를 만들어 사용했고, 또 당시 장강의 지류가 바다로 이어지는 곳을 “독(瀆)”이라고 불렀기 때문에, 송강 하류 일대(현재 소주하와 황포강이 만나는 지대)를 “호독(扈瀆)”이라고 불렀다. 이때, “호(扈)”를 “호(滬)”라고 부르게 되었다( 상해는 오송강(吳松江) 하류에 위치해 “상해포(上海浦)”라는 명칭을 얻게 되었다. 당나라 중엽에는 화정현(華亭縣)의 일부였고, 송나라 말에 상해진(上海鎭)이 형성되었으며, 1292년 상하이현(上海縣)이 되었다. 명나라가 흥성하던 1553년에 왜구에 대항하기 위해 성을 쌓았고, 남경지구 쑹장 부 관할이 되었다. 송강부 관할지역은 전국에서 가장 큰 면방의 중심지였다. 청대에는 명의 제도를 답습하여 장강 이남의 송강부에 귀속시키고, 상해 세관을 설립했다.

### 근대

#### 청나라 시대

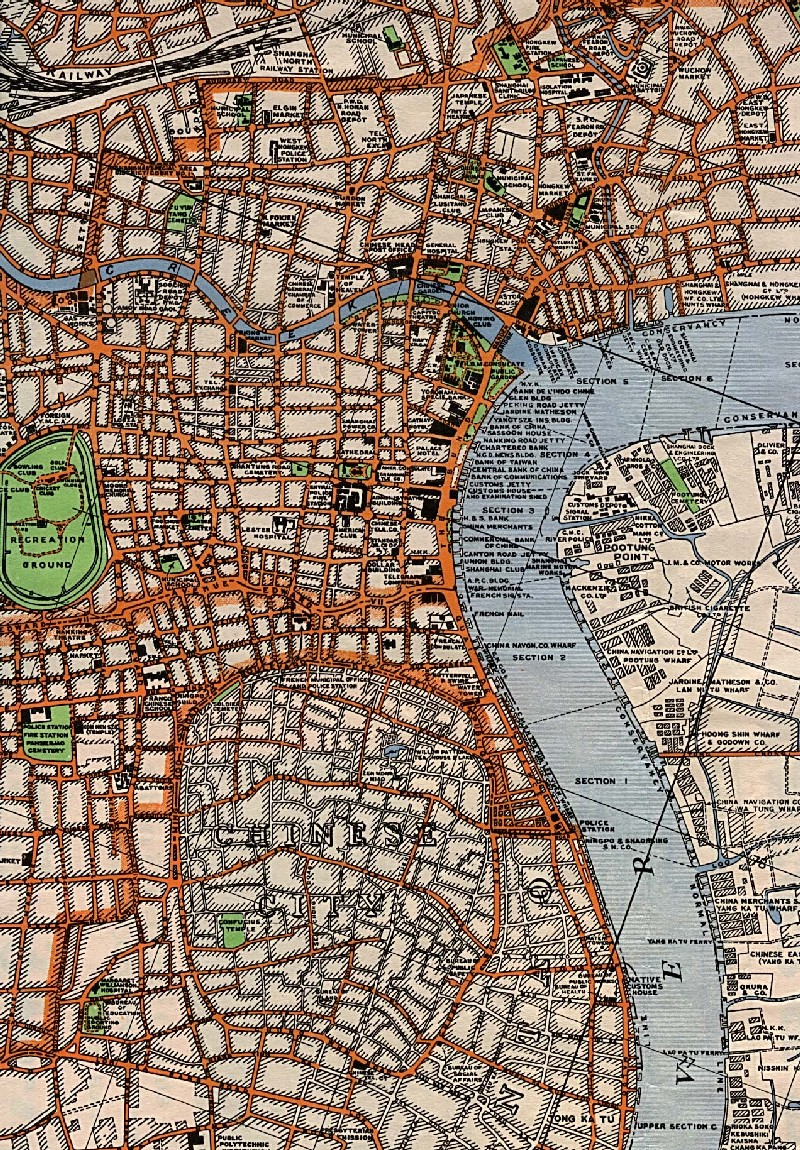
1933년 상하이 중심구의 모습

아편전쟁이 끝난 1842년에 중국과 영국 사이에 체결된 난징조약에 따라 상하이는 1843년 중국의 5개 대외 무역항 중 하나로써 개항되었고, 영국과 미국, 프랑스는 계속해서 상하이에 거류지를 형성했다.
1842년 8월에는 아편전쟁에 패한 중국은 굴욕적이고 불평등조약인 난징조약을 체결하였고, 1843년 10월에 후먼조약을 체결하여, 영국인의 주거지와 임대조건에 대하여 합의하여 상하이 시내에 거주할 수 있는 법적 장치를 마련하게 되었다. 1843년 11월 14일 첫 번째 영국 영사인 조지 밸푸어가 상하이에 도착하면서 11월 17일에 정식으로 상하이의 개항을 선포하였다. 이후 100년 동안 상하이에 조계지가 존재하게 되었다.
1854년 태평천국전쟁 중에 자치행정기구를 설립하면서 공식적으로 청나라 정부의 행정과 사법관할권 밖의 독립된 조계지가 되었다. 그 후에, 상해는 2개의 상하이 조계지와 중국지방정부가 분할 관리하게 되었는데 지금의 상하이 황푸구, 징안구, 훙커우구, 양푸구는 상해 공동 조계였고, 창닝구는 상하이 공동 조계 밖에 구역이었다. 또 루완구와 쉬후이구는 프랑스의 조계지였다.
자베이구와 난스구는 중국이 관리하던 지역이었으나 조계 때문에 연결할 수 없는 두 개의 지역으로 나뉘었다. 개항 후 상하이는 극동에서 가장 번창한 항구로써 경제와 금융의 중심지가 되었고 아시아의 유일한 국제도시로 발전하였다. 상하이는 조계 때문에 전화가 미치지 않았고, 독립적인 위치에서 충분한 국제관계를 향유할 수 있었고, 이것이 근대 상하이의 번영을 가져왔다.

#### 중화민국 시대
1912년 중화민국 성립 전후에는 청나라의 구세력이 아직 철저히 제거되지 않았고, 새로운 세력조차 미숙한 상태였다. 군벌이 난립해 중앙에서 지방까지 군인이 정권을 잡았고, 덕분에 정부와 사회는 혼란한 상태에 빠졌다. 하지만 그 시기에도 상하이의 조계는 평화로웠고, 경제와 인구 등 각 방면에서 오히려 빠른 발전을 보였다. 1912년부터 1936년까지를 상하이 조계지가 번영하던 시기라 할 수 있다. 중화민국 초년에 조계 외에 자베이와 난스 지역은 장쑤성에 포함되었다. 1927년 중화민국 정부는 조계지 이외의 지역을 상하이 특별시를 세우고, 중화민국과 행정원을 직속 관할로 귀속시켰다. 동시에 장쑤성의 상하이현(上海縣)과 보산현(寶山縣)의 17개 도시를 편입했다. 1930년 7월 상하이시로 개칭했다.
20세기 초, 상하이에는 중국발전에 영향을 미치는 정치사건이 계속 발생한다. 1921년 7월 중국공산당 제1차 전국대표 대회가 상하이에서 개최되었으며, 이것으로 인해 중국공산당이 탄생하게 되었다. 이어 1922년 7월과 1925년 1월 중국 2대와 4대 대표대회가 개최된다. 1925년 5월 30일, 일본계 방적공장의 공장주가 파업노동자를 총살했고, 이에 상하이 학생과 시민들은 상하이에서 가장 번화한 상업가인 난징루(南京路)에 모여서 항의를 했다. 이에 대한 영국경찰의 발포로 오삼십 운동이 일어나게 되었고, 전국적인 반영(反英)운동을 야기했다. 1927년 4월 12일 상하이 자베이에서 4·12 사건이 발생했다. 국민혁명군이 노동자 규찰대에 대해 무장해제를 강행하여 대규모 유혈 사태가 벌어졌고, 중국공산당은 분열되었다. 그 후에도 중국공산당(1921년 상하이 프랑스 조계에서 비밀리에 성립)의 중앙기관은 공동 조계 중립구역인 윈난로에 숨어 있다가 1933년 강서 해방구가 안정된 후에 그곳으로 옮겨왔다.
1932년 1월 28일 일본이 중국동북에서 일으킨 만주사변 후에, 상하이에서 일본 승려가 중국 노동자에게 구타당한 것을 구실로 제1차 상하이 사변을 일으켰다. 상하이 자베이 구에서 중국과 일본 양국의 격렬한 군사 충돌이 한 달 남짓 계속되었고, 국민정부가 잠시 뤄양으로 옮겨가기까지 했다. 1937년 8월 13일, 일본 제국군은 상하이를 다시 침공하여 상하이를 수비하던 국민혁명군과 전투를 치렀다. 상하이 전투에서 중국군은 큰 대가를 치렀지만 끝내 일본군에 패하고, 일본군이 무력으로 상하이 조계 외의 지역을 점령한다. 이 기간에 상하이 공동 조계의 북쪽 절반, 즉 지금의 훙커우 구와 양푸 구는 일본군의 방어지역과 일본 세력의 범위로 심한 타격을 받았다. 1941년 12월 7일 태평양 전쟁이 일어난 후에 일본은 영국과 미국에 대한 선전포고로 상하이 조계를 공격했고, 상하이는 일본에 의해 점령당했다. 후에 일본은 조계를 그를 돕던 왕징웨이 정권에 반환했고, 미국과 영국도 조계지를 포기했다. 1942년부터 조계는 더 이상 존재하지 않게 되었다. 이로써 100년 간 지속되던 조계시대는 끝이 났다.
1945년 상하이는 중화민국이 탈환하여 관할하게 되었고 1949년 5월까지 상하이는 국민정부가 통치하였다. 그 후 중화민국 국민정부의 국부군과 중국공산당의 인민해방군 사이에 대규모 내전이 발생한다. 1949년 5월 27일, 인민해방군이 국부군을 패배시킨 후 상하이 전체를 지배하게 된다. 그 기간에 국민정부와 중국국민당, 외국기관, 그와 관련된 많은 인원과 재산이 상하이를 떠났다.

### 현대
1949년, 상하이는 직할시가 되었고, 후에 중국공업의 중심이 되었다. 1930년대에 중국작가연맹의 주요 활동지였던 상하이는 문화대혁명 시기에는 사인방의 장춘차오와 왕훙원 등의 주요한 활동 기지이었으며, 많은 중요한 사건들이 발생했다. 1980년대 중국의 개혁 개방 실시 이후에 상하이는 중국 대륙의 경제 중심지로써 다시 주목을 받기 시작했다. 또한 남방 지역, 특히 경제 특구 건설로 인해 새로운 도전을 받기도 했다.
1990년대에 들어서면서 상하이는 다시 경제와 금융, 무역에 있어서 중요한 중심으로 자리잡았다. 1993년, 푸둥(중국어 간체자: 浦東)의 개방으로 시의 발전은 가속화되었다. 현재 연간 일인당 평균 GDP가 6%이상의 성장을 유지하고 있고, 상하이는 국제적인 경제, 금융, 무역, 항운의 중심이 되기 위해 매진하고 있다.
푸동과 푸시를 연결하는 도로의 건축도 상하이의 발전진행을 보여주는 지표이다. 황푸강과 장강 양안의 공동 발전을 위한 기초를 다졌다. 1971년에는 쏭푸대교(松浦大橋)의 건설로 다리가 없던 황푸강 역사를 다시 썼다. 1991년 12월 1일에는 난푸대교(南浦大橋)를 개통했다. 황푸강에는 이미 6개의 다리가 건설되었다. 양푸대교 (1993), 수푸대교 (1996년), 루푸대교는 2002년 완공된, 세계에서 가장 긴 아치 교량 중의 하나이다.
동시에 1970년 9월에는 다푸루(打浦路)터널이 건설되었고, 1989년 10월 24일에 옌안(延安)동로 웨장(越江)터널이 개통되었으며, 2003년 9월 29일에 다롄루(大連路)터널이 개통되었다. 터널의 개통으로 시내 금융무역지구에 큰 변화가 생겼다. 1994년 11월, 동방명주탑이 완공되었다. 1999년 3월 18일, 진마오 빌딩이 영업을 시작했다.
1999년 8월에는 상하이 국제회의센터가 문을 열었고, 2008년 베이징올림픽 거행 전에 중국에서 가장 높은 상하이 세계금융센터가 건설되었다. 상하이는 푸동 개방 후에 많은 국제회의를 주관해왔고, 국제적인 영향력도 증가했다. 동시에 중국대륙의 경제와 사회도 빠른 발전을 보이고 있다. 2001년 10월 21일 상하이에서 제9회 APEC 지도자 비공식회의가 열렸고, 2006년 6월 15일에는 상하이 협력 성원국의 원수 이사회 회의가 상하이에서 개최되었다. 2010년에 상하이는 2010 상하이 엑스포를 개최했고, 그 외에 매년 다양한 주제의 크고 작은 전시회가 상하이에서 개최된다. 이런 사업은 이미 상하이의 중요한 산업 중 하나가 되었다.
1949년 상하이의 면적은 636 km2였다. 1958년, 장쑤성의 상하이(上海), 바오산(宝山), 자딩(嘉定), 쑹장(松江), 난후이(南匯), 칭푸(靑浦), 펑셴(奉賢), 충밍(崇明), 진산(金山), 촨샤(川沙) 10개현이 상하이에 편입되면서 상하이시 직할구의 범위가 5910 km2로 확대되었고, 2003년 말에 이르러 상하이 면적은 6340.5 km2가 되었다.

### 한국의 독립운동
상하이는 교통이 편리하고 쑨원이 이끄는 광동정부의 지원도 받을 수 있는 곳이었다. 또 영국, 프랑스, 독일, 미국 등의 조계가 있어서 일본의 영향력에서 벗어날 수 있는 조건도 갖추고 있었다. 독립지사들은 자신들에게 가장 우호적인 프랑스 인사들의 도움을 받아 프랑스 조계에 살면서 활동을 펼쳐나갔다. 이런 까닭에 독립지사들이 상하이로 몰려들었고 1919년에 대한민국 임시정부가 상하이에서 수립되었다.
대한민국 임시정부의 국무령(國務領. 즉 총리)인 김구는 1932년 4월 29일 상하이의 홍커우 공원에서 열리는 일본 천황의 생일연(천장절)과 상하이 점령 전승 기념 행사를 폭탄으로 공격할 계획을 세웠고,협의 끝에 윤봉길이 도시락과 물병으로 꾸며진 폭탄을 투척하기로 결정했으며 윤봉길은 의거를 수행했다.

## 지리
상하이는 북위 31도 14분, 동경 121도 29분에 위치해 있다. 중국 해안선의 중간 지점으로, 바다로 이어지는 장강 입구에 위치한다. 장강 삼각주 충적평야의 최전선이고, 동쪽으로 동중국해에 면해있다. 상하이시 북쪽에는 장강이 흐르고, 남쪽으로는 항저우만과 접해있으며 서쪽에는 장쑤성과 저장성이 위치하고 있다. 시의 전체 면적은 6,340.5 km2이고, 남북으로 최대 120km, 동서로는 최대 100km가 된다. 그 중 시 직할구의 면적은 2,648.6 km2이다.
상하이시는 충적평야이고, 서남부 지역에는 부분적으로 화산언덕이 있다. 평균 해발 고도는 4m 정도고, 지세가 평탄하고, 산맥이 적으며 지대가 낮다. 서부에 서 산(佘山), 톈마 산(天馬山) 등이 있지만 고도가 100m 이하다. 상하이시에서 가장 고도가 높은 곳은 항저우만에 있는 다진 산(大金山)으로 그 고도는 103m다.

### 기후
상하이는 온난 습윤 기후(쾨펜의 기후 구분 Cfa)에 속한다. 사계절이 뚜렷하고 일조량과 강우량이 풍부하다. 기후는 온난 습윤하고, 봄과 가을은 비교적 짧고, 여름은 비교적 길다. 봄, 여름, 가을에 3번의 우기가 있다. 6월-9월에는 습도가 높고 기온도 높아 날씨가 매우 덥고, 최고기온이 섭씨 35도를 넘는 날도 많다. 여름과 초가을에는 태평양에서 불어오는 아열대폭풍(태풍)의 영향을 받는 때가 있다. 겨울은 가끔 추운 날씨가 나타나기도 하나 전반적으로 온화하며, 건조하다. 기온이 영하로 내려가는 날은 별로 많지 않다. 눈은 가끔 오지만 쌓일 정도로 내리는 경우는 드물다.
| 상하이시의 기후                                             | 상하이시의 기후 | 상하이시의 기후 | 상하이시의 기후 | 상하이시의 기후 | 상하이시의 기후 | 상하이시의 기후 | 상하이시의 기후 | 상하이시의 기후 | 상하이시의 기후 | 상하이시의 기후 | 상하이시의 기후 | 상하이시의 기후 | 상하이시의 기후 |
| 월                                                          | 1월             | 2월             | 3월             | 4월             | 5월             | 6월             | 7월             | 8월             | 9월             | 10월            | 11월            | 12월            | 연간            |
| ----------------------------------------------------------- | --------------- | --------------- | --------------- | --------------- | --------------- | --------------- | --------------- | --------------- | --------------- | --------------- | --------------- | --------------- | --------------- |
| 역대 최고 기온 °C (°F)                                      | 22.2 (72.0)     | 27.1 (80.8)     | 31.5 (88.7)     | 33.1 (91.6)     | 34.4 (93.9)     | 37.3 (99.1)     | 39.5 (103.1)    | 40.9 (105.6)    | 36.2 (97.2)     | 34.1 (93.4)     | 28.3 (82.9)     | 23.0 (73.4)     | 40.9 (105.6)    |
| 일평균 최고 기온 °C (°F)                                    | 8.7 (47.7)      | 10.7 (51.3)     | 14.8 (58.6)     | 20.6 (69.1)     | 25.5 (77.9)     | 28.3 (82.9)     | 32.8 (91.0)     | 32.3 (90.1)     | 28.5 (83.3)     | 23.6 (74.5)     | 17.9 (64.2)     | 11.5 (52.7)     | 21.3 (70.3)     |
| 일일 평균 기온 °C (°F)                                      | 4.9 (40.8)      | 6.6 (43.9)      | 10.4 (50.7)     | 15.8 (60.4)     | 20.9 (69.6)     | 24.4 (75.9)     | 28.8 (83.8)     | 28.5 (83.3)     | 24.7 (76.5)     | 19.5 (67.1)     | 13.7 (56.7)     | 7.3 (45.1)      | 17.1 (62.8)     |
| 일평균 최저 기온 °C (°F)                                    | 1.9 (35.4)      | 3.3 (37.9)      | 6.8 (44.2)      | 11.9 (53.4)     | 17.2 (63.0)     | 21.5 (70.7)     | 25.8 (78.4)     | 25.7 (78.3)     | 21.6 (70.9)     | 15.9 (60.6)     | 10.1 (50.2)     | 3.9 (39.0)      | 13.8 (56.8)     |
| 역대 최저 기온 °C (°F)                                      | −10.1 (13.8)    | −7.9 (17.8)     | −5.4 (22.3)     | −0.5 (31.1)     | 6.9 (44.4)      | 12.3 (54.1)     | 16.3 (61.3)     | 18.8 (65.8)     | 10.8 (51.4)     | 1.7 (35.1)      | −4.2 (24.4)     | −8.5 (16.7)     | −10.1 (13.8)    |
| 평균 강수량 mm (인치)                                       | 70.4 (2.77)     | 65.4 (2.57)     | 95.4 (3.76)     | 82.5 (3.25)     | 93.2 (3.67)     | 207.3 (8.16)    | 148.0 (5.83)    | 187.1 (7.37)    | 118.1 (4.65)    | 68.4 (2.69)     | 59.4 (2.34)     | 50.3 (1.98)     | 1,245.5 (49.04) |
| 평균 강수일수 (≥ 0.1 mm)                                    | 10.9            | 10.2            | 12.9            | 11.3            | 11.2            | 14.5            | 11.7            | 12.4            | 9.8             | 7.4             | 9.1             | 8.3             | 129.7           |
| 평균 강설일수                                               | 1.8             | 1.4             | 0.4             | 0               | 0               | 0               | 0               | 0               | 0               | 0               | 0.1             | 0.7             | 4.4             |
| 평균 상대 습도 (%)                                          | 74              | 73              | 72              | 71              | 73              | 80              | 78              | 78              | 76              | 73              | 74              | 72              | 75              |
| 평균 월간 일조시간                                          | 114.8           | 117.9           | 143.8           | 168.1           | 176.8           | 131.2           | 209.4           | 202.3           | 163.7           | 162.1           | 131.1           | 129.7           | 1,850.9         |
| 가능 일조율                                                 | 36              | 37              | 39              | 43              | 41              | 31              | 49              | 50              | 45              | 46              | 42              | 41              | 42              |
| 출처: 중국기상국 (평년값: 1991년~2020년, 극값: 1981년~현재) |                 |                 |                 |                 |                 |                 |                 |                 |                 |                 |                 |                 |                 |

### 섬
상하이시 북부 장강 입구에 3개의 섬과 사주가 있다. 3개의 섬은 충밍섬(崇明島), 창싱섬(長興島), 헝사섬(橫沙島)으로, 상하이시에서 가장 큰 섬이다. 이 밖에도 남부에 진산쭈이(金山嘴), 다진산(大金山) 섬이 있다. 충밍다오에서 동쪽으로 5km 떨어진 곳에 서산섬(佘山島)이 있다.
충밍 섬은 창 강에서 쓸려온 모래가 쌓여서 만들어진 섬이다. 당나라 무덕(武德) 원년(서기 618년)에는 장강에 2개의 사주가 있었는데 그 면적이 10여 km2밖에 되지 않았다. 현재는 동서로 약 80km, 남북으로 10-15km 정도이고, 면적은 1,041km2이다. 중국에서 세 번째로 큰 섬이며 가장 큰 충적도다.
창싱 섬과 헝사 섬은 충밍다오 이남의 장강 입구에 위치하고, 창 강을 남북으로 나눈다. 창싱 섬은 생긴 지 100년 정도 되었고, 스터우사(石頭沙), 루이펑사(瑞豊沙), 판쟈사(潘家沙), 야워사(鴨窩沙), 진다이사(金帶沙)의 다섯 부분으로 나뉘어 있다. 40여 년에 걸쳐 천천히 만들어진 섬이다. 헝사다오는 창싱다오 동쪽에 있고, 헝사다오와 위안사다오(元沙島)로 이루어져 있다. 면적은 약 40km2 정도이다.

### 하류
황푸강과 쑤저우허가 시내를 관통한다. 황푸강은 상하이를 푸동과 푸시로 나눈다. 뎬푸허(澱浦河)는 뎬산호(澱山湖)와 황푸강과 연결되고, 다즈허(大治河)는 황푸강에서 장강 입구까지 연결된다.

## 행정 구역
상하이시는 16개의 구를 관할한다.
- 황푸구(黄浦区)
- 쉬후이구(徐汇区)
- 창닝구(长宁区)
- 징안구(静安区)
- 푸퉈구(普陀区)
- 훙커우구(虹口区)
- 양푸구(杨浦区)

상하이의 구

- 푸둥 신구 (浦东新区) — 1992년까지는 촨사 현
- 바오산구(宝山区) — 1988년까지는 바오산 현
- 민항구(闵行区) — 1992년까지는 상하이 현
- 자딩구(嘉定区) — 1992년까지는 자딩 현
- 진산구(金山区) — 1997년까지는 진산 현
- 쑹장구(松江区) — 1998년까지는 쑹장 현
- 칭푸구(青浦区) — 1999년까지는 칭푸 현
- 펑셴구(奉贤区) — 2001년까지는 펑샨 현
- 충밍구(崇明区) — 2016년까지는 충밍 현

## 경제
1949년 이전, 상하이에는 많은 외국 은행과 회사가 있었다. 상하이는 당시 중국의 경제무역 중심이었다. 상하이는 중앙은행, 중국은행, 교통은행, 중국농업은행, 사대정부은행 뿐만 아니라 가장 많은 국가자본과 더불어 관료 자본 금융기관과 그 밖에 또 외국 화교 금융기구가 모여들고 있었다. 외탁부근에 각국의 힘 있는 은행들이 모여들어 영국 HSBC, 독일 덕화은행, 일본 횡빈정금은행, 러시아 화아도승은행, 프랑스 동방회리, 미국 시티은행, 벨기에 화비은행 등은 “동방화니가”를 구성했다. 여전히 많은 개인 자본 경영의 은행, 전장(개인이 운영했던 개인 금융기관)과 신탁회사(이하 약칭 사영행장공사)를 보유하고 있다. 1927년부터 1937년에 이르기까지 “황금시기”의 발전을 경험했다. 항일전쟁 발발 전, 상하이의 사영행장공사는 이미 105개에 달했다. 그러나 항일 전쟁을 겪고 해방전쟁시기 1949년 5월 상하이 해방 시, 상하이사영금융업의 전체자금력은 실제로는 이미 대폭 약화되어 있었지만, 여전히 119개의 사영은행, 80개의 전장과 5개의 신탁공사가 있었다. 하지만 1952년 말, 상해사영금융기구의 수가 60여 개까지 급락하였다. 1956년 초, 정부는 회사공영정책을 실행하였고, 끝내 모두 통일된 회사공영 은행연합 총관리처로 합병되었다.
1949년 이후, 상하이의 자본가 일부분은 모두 이미 홍콩, 대만으로 빠져나가거나 해외의 다른 지만으로 빠져나갔다. 또 다른 일부분은 상하이에 남아 계속 경영되었다. 마지막으로 1956년 초, 모든 회사가 공동으로 경영되었다.
상하이는 중국대륙에서 경제가 가장 발달된 도시 중 하나이다. 2004년에는 1인당 GDP가 6,661달러였으며 10년 연속 연평균 경제성장율 8%를 초과했다. 3차산업은 상하이 경제의 가장 큰 비중을 차지한다. 그중 가장 중요한 산업으로는 금융업과 부동산업, 보험업 그리고 운수업 등을 포함한다. 푸둥 신구에 위치한 루자쭈이(陸家嘴)(금융무역구)는 상하이의 신흥 금융 중심이다. 중국 인민은행 총본부는 2005년 8월 상하이에 계열회사와 사무소를 설립했다.
상하이 공업발달은 국민정부시기와 계획경제 시기에 상하이의 공업 발전 수준이 이미 전국의 선두에 섰다. 개혁개방 초기, 중앙 정책 원인으로 말미암아, 중국 동남 지역은 비약적으로 발전하였다. 상하이의 공업은 한 차례 변연(가장자리)화 위기에 직면하였지만, 90년 중반 이래, 푸동 신해방구의 개발에 따라, 아울러 재정은 지불비중을 감소하는 등 많은 방면의 원인을 바꾸었다. 상하이의 공업은 또 다시 생존의 기회를 진작했다. 상하이 공업은 전국 총생산의 10분 1을 차지하고 있다. 주요 산업으로는 경공업과 방직산업을 아울러 중공업, 야금, 석유화학, 기계, 전자공업을 위주로 그 밖에 자동차, 항공, 우주항공 등의 공업이 있다.

## 문화

### 이름의 기원
“상해”(上海)라는 한자 두 글자는 문자적으로 “위에”, “꼭대기”라는 의미와 “바다”라는 뜻을 가진다. 표준발음으로 상하이는 “샹하이”(중국어: 上海, 병음: Shànghǎi)이지만, 상하이 사람들의 발음으로 상하이는 “짱해”(/zɑ̃'he/ )이다. 어떻게 해석해야 하느냐에 대해서 논쟁이 있지만, 지역 관공 역사는 일관되게 “바다보다 더 높은”이라고 말한다. 그러나 또 다른 발음, 특히 사투리에서는 “바다 위로 가다”는 의미를 제시하기도 한다. 상하이의 좀 더 시적인 이름은 두 문자를 바꾸기도 한다. 즉, 하이샹(해상)이다. 서부에서는 상하이가 샹하이, 짱하이, 챵하이라고 불리지만 1990년대에 와서는 표준발음이 “샹하이”로 정해진 이후 서부에서도 이렇게 널리 불리게 되었다.
상하이는 “동쪽의 파리(Paris of the East)", "동양의 여왕(Queen of the Orient)", 심지어는 1920년과 30년대의 만연한 부정과 악, 마약, 그리고 매춘과 관련하여 "아시아의 매춘부”등 영어로 다양한 별명을 가지고 있다.

### 건축 양식

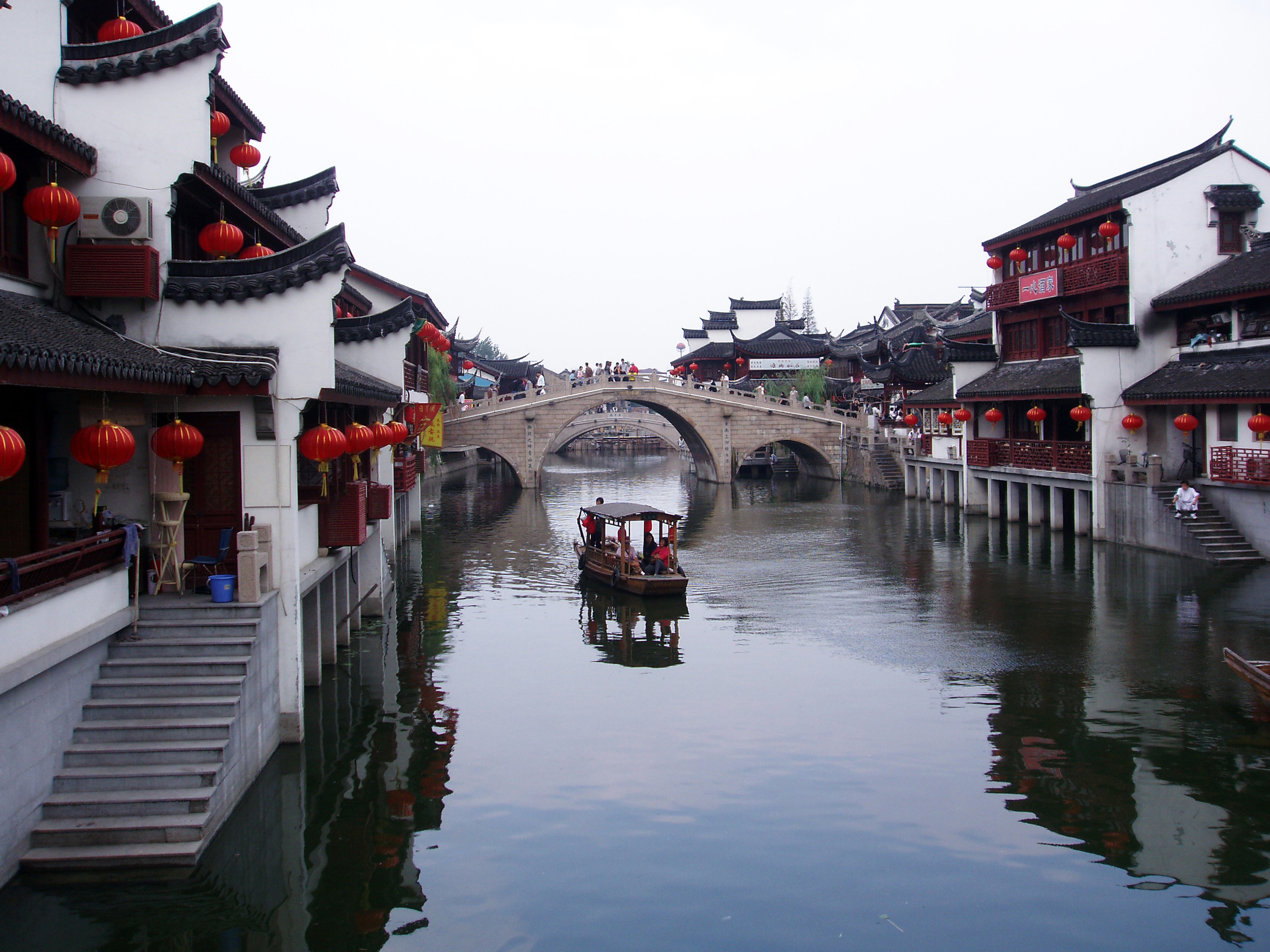
상하이에는 현대적인 건물뿐 아니라 전통적인 건물도 남아있다

상하이는 다양한 건축양식의 빌딩과 구조물들이 무척 많다. 황푸강변에 위치한 와이탄에는 20세기 초 건축양식이 잘 나타나는데, 신고전주의 양식으로 지어진 HSBC 빌딩에서부터 첨탑 형식의 싸쑨하우스(현 화평반점)에 이르기까지 줄지어 있다.
재개발의 광풍 속에서도 유서깊은 이 도시는, 강남 양식의 전통적인 정원인 예원(중국어 간체자: 豫園, 병음: yùyuán 위위안[*])을 포함하여 여전히 전통적인 양식을 남겨두고 있다.
최근에는 독특하고 괴상하기조차 한 마천루들이 상하이에 생겨났다. 현대건축물의 특징적인 예로는 인민광장 관구에 있는 상하이 박물관과 상하이 대극원을 들 수 있다.
중국에서 가장 높은 구조물 중의 하나인 동방명주탑이 상하이에 자리하고 있다. 그 근처에 있는 상하이 세계금융센터는 중국 본토의 가장 높은 고층건물이며 세계에서는 세 번째 순위이다.

### 종교
세계 각지가 모였던 역사 때문에 상하이는 종교적인 건물과 시설들이 도시 각지에 흩어져 있다. 상하이에서의 도교는 몇몇의 사원을 가지고 있고 상하이도교협회에 의해 운영되는 가장 큰 사원은 상하이 심장부에 있는, 도시의 보호자로서 여겨지는 3명의 역사적 인물을 모시는 신전이다.
유교사원은 공자를 모시는 예원 근처의 문묘(중국어 간체자: 文庙, 병음: Wénmiào 원먀오[*])를 비롯하여 관우를 모시는 사원이 많다.
상하이의 불교는 오래전부터 존재했다. 롱화쓰(용화사, 중국어 간체자: 龍華寺, 병음: Lónghuásì)은 상하이에서 가장 큰 사원이고 삼국시대에 창립되었다. 상하이 도심지에 위치한 징안쓰 또한 삼국시대에 처음 지어졌다. 다른 주요사원은 사원 안에 옥으로 조각된 큰 부다상의 이름을 딴 위포챤쓰(중국어 간체자: 玉佛禪寺, 병음: yù fó shàn sì 옥보선사[*])이다. 상하이에는 수세기동안 꽤 규모 있는 이슬람 인구들이 거주했다. 그들은 소다원 사원, 송쟝(송강, 중국어: 松江, 병음: sōng jiāng)사원 등 많은 이슬람 사원을 섬겨왔다.

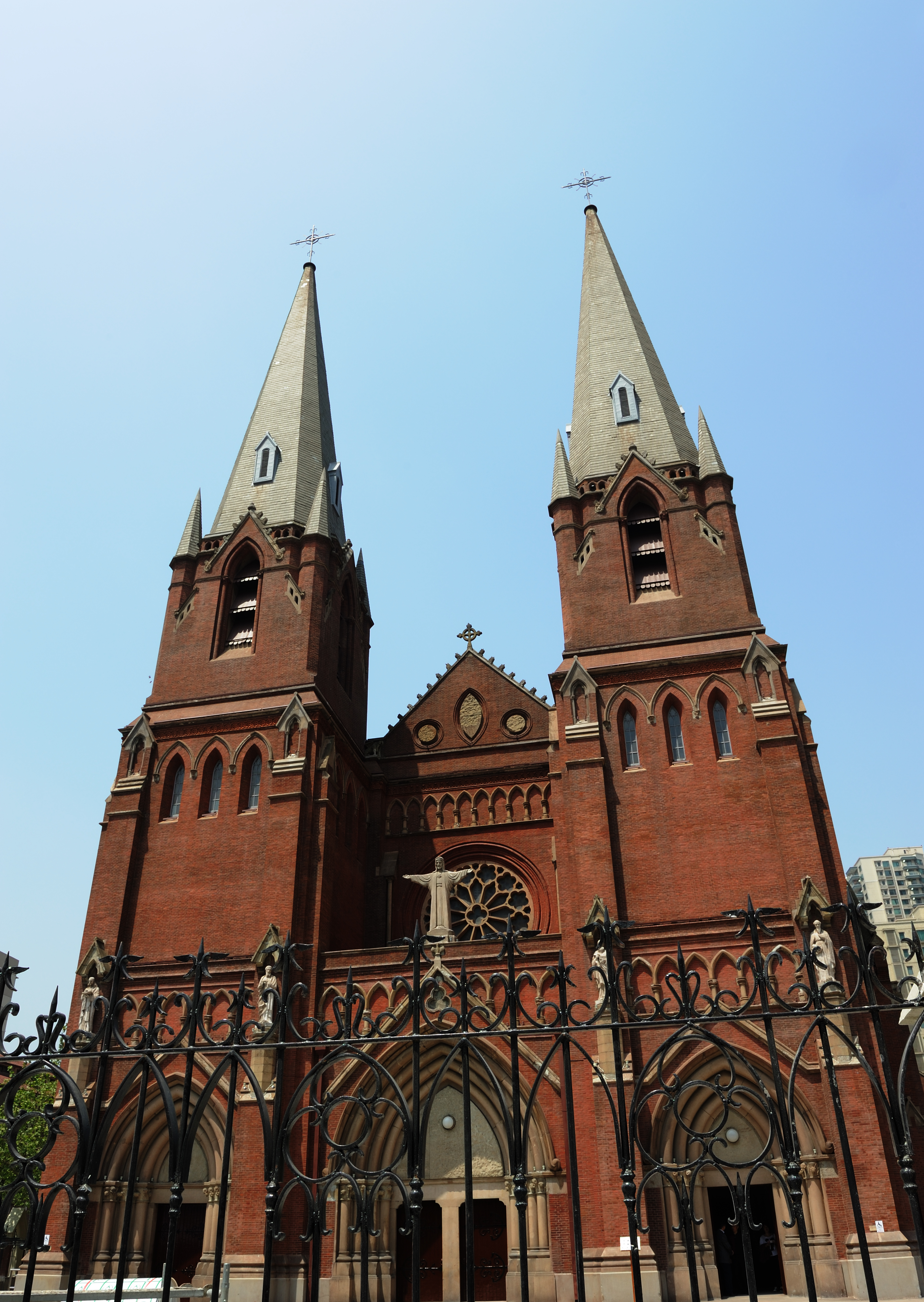
쉬자후이 천주교당(서가후 천주교당, 徐家汇天主教堂 (Xújiāhuì Tiānzhǔjiāotáng))

상하이는 또한 기독교의 주요성지이다. 다양한 종파가 속한 교회 또한 상하이에서 창건되었고 주요 집회가 이루어지고 있다. 로마 가톨릭교회들 사이에 셩이나주에주지아오쭤탕(중국어 정체자: 聖依納爵主教座堂) 대성당이 가장 크고 쉬쌴 대성당은 성지순례를 가는 교회이다. 다른 주목할 만한 교회는 동찌아두 대성당이다. 동방 정교회 교회와 다양한 유대교 회당이 있다. 유대교 정통파 형식의 회당 건물은 상하이의 역사를 증명해준다.

## 인구
| 연도                                                                    | 인구       | ±% p.a. |
| ----------------------------------------------------------------------- | ---------- | ------- |
| 1954                                                                    | 6,204,400  | —       |
| 1964                                                                    | 10,816,500 | +5.72%  |
| 1982                                                                    | 11,859,700 | +0.51%  |
| 1990                                                                    | 13,341,900 | +1.48%  |
| 2000                                                                    | 16,407,700 | +2.09%  |
| 2010                                                                    | 23,019,200 | +3.44%  |
| 2015                                                                    | 24,152,700 | +0.97%  |
| 2016                                                                    | 24,197,000 | +0.18%  |
| 2017                                                                    | 24,183,300 | −0.06%  |
| 2018                                                                    | 24,237,800 | +0.23%  |
| 2019                                                                    | 24,281,400 | +0.18%  |
| Population size may be affected by changes to administrative divisions. |            |         |

## 스포츠
상하이에서 축구가 가장 인기 있는 스포츠이며 중국 프로축구 슈퍼리그에서 활약하는 상하이 뤼디 선화, 상하이 선신 등이 있다.

## 교통

### 대중교통

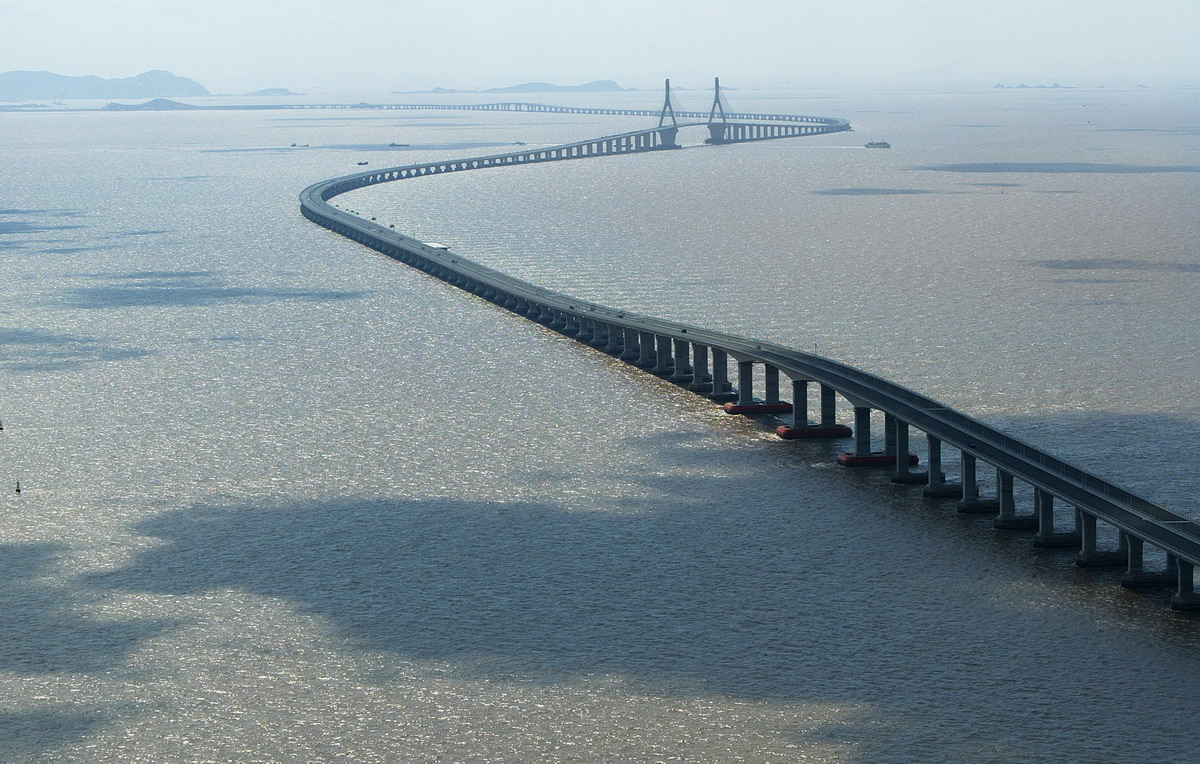
둥하이 대교(東海大橋)

상하이의 택시는 넘쳐나고 시장의 경쟁은 보통수준의 거주자들을 위해 택시 요금을 알맞은 가격으로 내리도록 의도했다.
1990년대 이전 자전거는 상하이에서 가장 보기 쉬운 교통수단이었지만 시정부가 많은 도시의 주요도로에 자전거를 금지하면서 혼잡이 완화되었다. 하지만 많은 도로는 이미 자전거 이동도로를 가지고 있고 교차로는 안전한 도로주행을 제공케 하는 교통 협력가들에 의해 검토되고 있다. 더욱이 중국의 대부분의 검토자들은 자전거주행에 찬성하는 사람들이고 그것들을 신중하게 검토하고 있다. 또 시 정부는 향후 몇 년 만에 180km에 달하는 자전거주행도로를 추가하겠다고 약속했다.
수입이 높아짐에 따라 최근 상하이의 개인 자동차 소유주는 급속하게 늘어나고 있다. 자동차의 수는 제한되어있지만 사용가능한 자동차번호판은 경매를 통해 구입할 수 있다.

### 철도

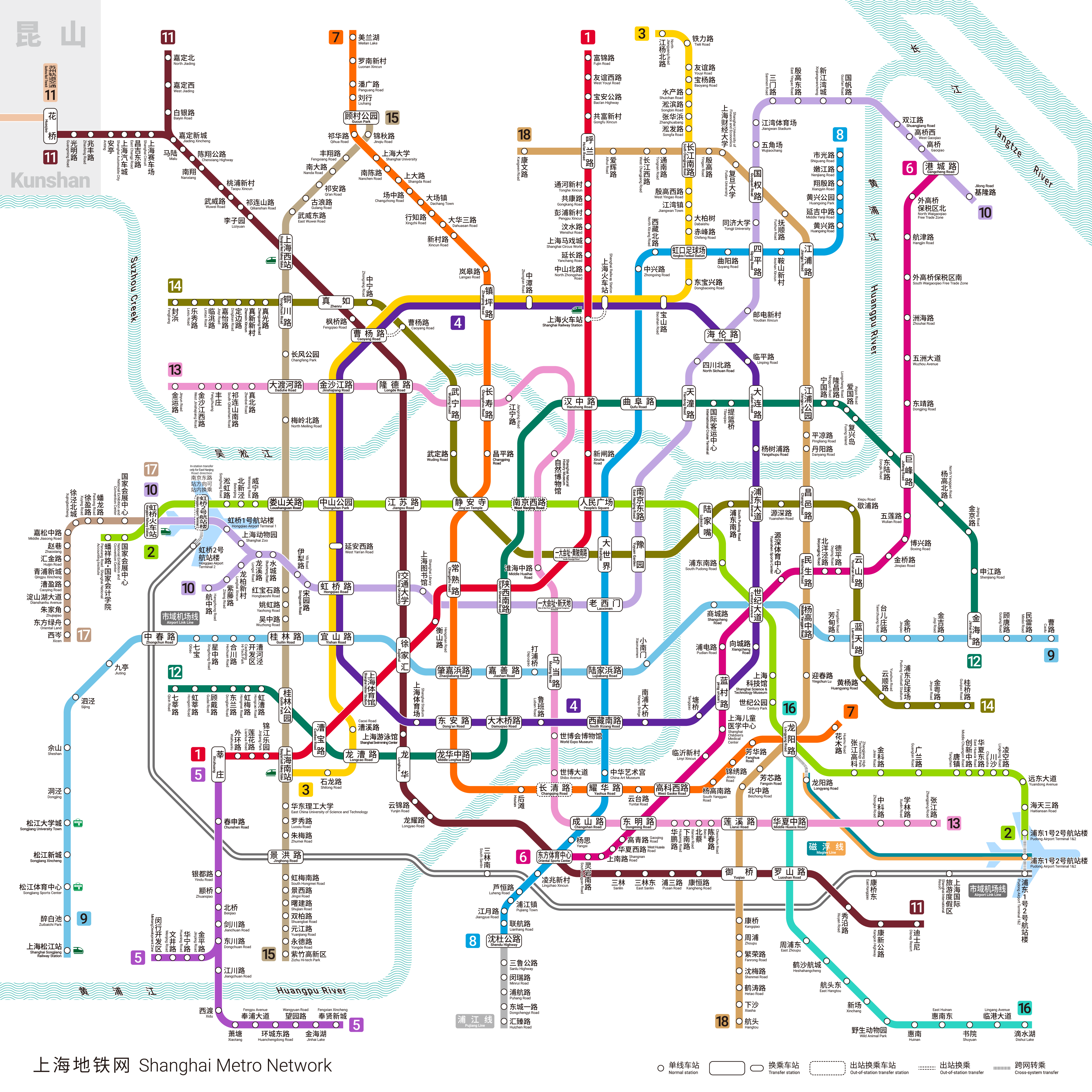
상하이 지하철

#### 자기부상열차
상하이 당국과 상해 고속철도 개발 회사의 협력으로 독일 트란스 라피드는 2002년 푸동(浦東)의 상하이 롱양 지하철역에서 푸동 국제공항을 잇는 고속철도 가 구상되었고 2003년에 시행되었다. 30km의 여행이 최대 431 km/h의 속도로 최대 7분 21초만에 도착한다.

#### 철도
상하이에 있는 두 개의 철도교차점은 난징을 지나는 징후 철도와 상하이-항저우(杭州) 철도이다. 상하이에는 주요 철도역이 두 군데 있는데 각각 상하이 철도역과 상하이 철도남역이다. 고속철도는 2007년에 건설예정인 항주를 지나고 북경으로 가는 초고속 철도 또한 작업 중이다.

#### 지하철
상하이 지하철은 1호선, 2호선, 3호선, 4호선, 5호선, 6호선, 8호선, 9호선, 10호선, 11호선, 12호선, 13호선, 14호선, 15호선 16호선, 17호산, 18호선, 푸장선 과 기부상선 이 개통되어 운행 중이다.

#### 고속도로
베이징과 상하이 주변지역의 6개 이상의 고속도로가 도시를 연결하고 상하이에는 도시 중심과 18개 도시의 고속도로에 6개의 통행료무임인 고속도로가 있다. 상하이 도시중심의 충밍다오(崇明縣)을 잇는 고속도로를 건설한 야심찬 계획을 가지고 있다. 상하이의 터널과 다리는 푸시와 푸동을 잇는 데 사용된다.

### 공항
상하이는 두개의 공항을 갖는데 상하이 훙차오 국제공항(上海虹橋國際機場)과 상하이 푸둥 국제공항(上海浦東國際機場)이다. 상하이 푸둥 국제공항은 베이징 수도 국제공항과 홍콩 국제공항을 이어 세 번째로 중국에서 가장 사람의 왕래가 잦은 공항이다. 2006년 베이징의 1,260만명에 비해 상하이 푸둥 국제공항은 1,715만명의 국제고객이 왕래해 베이징 수도 국제공항보다 더 많은 여행객들이 이용했다.

### 항만
2005년 12월 새롭게 출항된 상하이의 양산심수항(중국어: 洋山深水港, 병음: Yángshān Shēnshuǐgǎng 양산 선수이강[*])은 세계에서 가장 큰 항구이다. 총 32.5km에 달하는 둥하이 대교(東海大橋)는 바다를 가로지르는 세계적으로 긴 다리 중의 하나이다. 그것은 상하이의 양산섬으로 가는 대륙을 잇는다.
| 인민광장 지역 | - 런민광창(人民廣場) - 상하이 박물관(上海博物館) - 상하이 대극원(上海大劇院) - 와이탄(上海外灘) - 예원(豫園) - 성황묘(城隍廟) - 신톈디(新天地)                                                             |
| 역사 건축물군 | - 손중산 옛집(孫中山故居) - 송경령 옛집(宋慶齡故居) - 뤼신기념관(魯迅紀念館) - 중공일대회지(中共一大址) - 루쉰 공원(홍구공원)                                                                              |
| 근대건축물    | - 국제반점(國際飯店) - 싸쑨하우스(현 和平飯店北樓) - 회중반점(현 和平飯店南樓) - 장하이관(江海關) - 상하이 미술관(上海美術館) - 마르비에슈(馬勒別墅) - 싸순비에슈(沙遜別墅) - 징안구(靜安區 石庫門 건축구) |
| 현대건축물    | - 동방명주탑(東方明珠電視塔) - 진마오 빌딩(金茂大厦) - 상하이 세계금융센터(上海環球金融中心) - 상하이 과기관(上海科技館) - 상하이 수족관(上海水族館) - 헝룽광창(恒隆廣場)                                  |
| 종교건축물    | - 위푸쓰(玉佛寺) - 징안쓰(靜安寺) - 롱화쓰(龍華寺) - 상하이 국제예배당(上海國際禮拜堂) - 쉬자후이 천주당(徐家匯天主堂)                                                                                     |

## 교육
상하이에는 100개 이상의 연구 기관이 있고, 10만의 연구 과학 인력과, 100개 이상의 전문 과학 교육기관이 있다.
| 대학               | 현지명                                   | 설립년도 | 상세위치           |
| ------------------ | ---------------------------------------- | -------- | ------------------ |
| 푸단 대학          | 復旦大學                                 | 1905년   | 양푸구邯鄲路220    |
| 상하이 자오퉁 대학 | 上海交通大學                             | 1896년   | 민항구東川路800    |
| 퉁지 대학          | 同濟大學                                 | 1907년   | 양푸구四平路1239   |
| 화둥 사범대학      | 華東師範大學                             | 1951년   | 민항구東川路500    |
| 상하이 대학        | 上海大學 보관됨 2017-06-21 - 웨이백 머신 | 1994년   | 바오산구上大路99   |
| 상하이 사범대학    | 上海師范大學                             | 1956년   | 쉬후이구 桂林路100 |

## 자매도시
- 일본 오사카
- 일본 요코하마
- 이탈리아 밀라노
- 네덜란드 로테르담
- 미국 샌프란시스코
- 미국 시카고
- 미국 윈스턴세일럼
- 크로아티아 자그레브
- 필리핀 마닐라
- 벨기에 안트베르펜
- 파키스탄 카라치
- 캐나다 몬트리올
- 그리스 피레아스
- 폴란드 그단스크
- 독일 함부르크
- 모로코 카사블랑카
- 스웨덴 예테보리
- 스웨덴 보로스
- 프랑스 마르세유
- 브라질 상파울루
- 브라질 리우데자네이루
- 러시아 상트페테르부르크
- 튀르키예 이스탄불
- 베트남 호찌민
- 이집트 알렉산드리아
- 바누아투 포트빌라
- 뉴질랜드 더니든
- 이스라엘 하이파
- 대한민국 부산광역시
- 우즈베키스탄 타슈켄트
- 포르투갈 포르투
- 예멘 아덴
- 나미비아 빈트후크
- 영국 런던
- 영국 리버풀
- 쿠바 산티아고데쿠바
- 아르헨티나 로사리오
- 핀란드 에스포
- 멕시코 할리스코주
- 모잠비크 마푸토
- 아랍에미리트 두바이
- 태국 치앙마이
- 남아프리카공화국 콰줄루나탈 주
- 에콰도르 과야킬
- 칠레 발파라이소
- 스페인 바르셀로나
- 노르웨이 오슬로
- 루마니아 콘스탄차
- 알제리 알제
- 스리랑카 콜롬보
- 오스트리아 잘츠부르크
- 키프로스 니코시아
- 아일랜드 코크
- 스위스 바젤
- 러시아 니즈네바르톱스크
- 보스니아 헤르체고비나 사라예보

## 같이 보기
- 상하이 요리

### 내용주
1. ↑  대만 헌법에 따르면 국민당의 철수 이후에도 중화민국 행정원이 다스리는 직할시이기 때문에, 대만은 상하이의 영유권을 주장해왔다.[14] 1991년, 대만 정부는 대만 헌법 추가 조항을 통해 상하이에 대한 영유권을 포기했다..[15]

### 참조주
1. ↑  “The Shanghainese of 6000 Years Ago – the Majiabang Culture”. Shanghai Qingpu Museum.  4 January 2017에 원본 문서에서 보존된 문서. 15 July 2017에 확인함.
2. ↑  上海青浦青龙镇遗址 [Ruins of Qinglong Town in Qingpu, Shanghai]. Institute of Archaeology, Chinese Academy of Social Sciences. 2017년 3월 24일. 2017년 8월 31일에 원본 문서에서 보존된 문서. 2017년 7월 16일에 확인함.
3. ↑  New Book of Tang, vol. 41 (《新唐書·卷四十一》): "Huating County, a greater county, established in the tenth year of Tianbao (751) which splits the Jiaxing Prefecture". (華亭。上。天寶十載析嘉興置。)
4. ↑  上海镇、上海县、上海县城考录 (중국어). Government of Shanghai.  5 March 2016에 원본 문서에서 보존된 문서. 10 November 2017에 확인함.
5. ↑  政协上海市第十三届委员会主席、副主席、秘书长和常务委员选举产生 [Elected by the Chairman, Vice Chairman, Secretary-General and Standing Committee of the 13th CPPCC Shanghai Committee] (중국어 (중국)). Xinhua. 2018년 1월 27일. 2018년 1월 27일에 원본 문서에서 보존된 문서.
6. ↑  “Doing Business in China – Survey”. Ministry of Commerce of the People's Republic of China. 26 May 2014에 원본 문서에서 보존된 문서.  5 August 2013에 확인함.
7. ↑  “Land Area”. 《Basic Facts》. Shanghai Municipal People's Government.  3 October 2011에 원본 문서에서 보존된 문서. 19 July 2011에 확인함.
8. ↑  “Water Resources”. 《Basic Facts》. Shanghai Municipal People's Government. 2011년 10월 3일에 원본 문서에서 보존된 문서. 2011년 7월 19일에 확인함.
9. ↑  “Communiqué of the Seventh National Population Census (No. 3)”. National Bureau of Statistics of China. 2021년 5월 11일. 2021년 5월 11일에 확인함.
10. ↑  “Shanghai's economy continues humming along”. 2022년 1월 23일에 원본 문서에서 보존된 문서. 2022년 1월 23일에 확인함.
11. 1 2  “CN￥6.3527 per dollar (according to International Monetary Fund on January 2022 publication”. 《IMF》. 2022년 1월 20일에 확인함.
12. 1 2  “CN￥4.173 per Int'l. dollar (according to International Monetary Fund on October 2021 publication”. 《IMF》. 2022년 1월 20일에 확인함.
13. ↑  “Global Wealth PPP Distribution: Who Are The Leaders Of The Global Economy? - Full Size”. 《www.visualcapitalist.com》. 2021년 10월 21일에 확인함.
14. ↑  Constitution of the Republic of China: Chapter I, Article 4 - "The territory of the Republic of China according to its existing national boundaries shall not be altered except by resolution of the National Assembly."
15. ↑  陸委會網站管理員 (2010년 9월 3일). “ACT GOVERNING RELATIONS BETWEEN PEOPLES OF THE TAIWAN AREA AND THE MAINLAND AREA”.
16. ↑  “Major Agglomerations of the World - Population Statistics and Maps”. 《www.citypopulation.de》. 2022년 8월 14일에 확인함.
17. ↑  Nagraj, Aarti (2018년 3월 7일). “Revealed: World's top 10 cities with the most five-star hotels”. 《Gulf Business》 (미국 영어). 2021년 8월 7일에 확인함.
18. ↑  “Shanghai wins UNESCO award for learning city strategy”. 《SHINE》 (영어). 2022년 7월 15일에 확인함.
19. ↑  개혁과 개방의 도시 상해, 서울시립대 도시공학과 양승우
20. ↑  이이화, 《한국사이야기21. 해방 그 날이 오면》(한길사, 2004) 23쪽
21. ↑  
中国地面国际交换站气候标准值月值数据集 (중국어). 중국기상국. 2014년 6월 11일에 확인함.
22. ↑  CMA台站气候标准值(1991-2020) (중국어). 중국기상국. 2023년 4월 11일에 확인함.
23. 1 2 3 4 5 6  “Basic Statistics on National Population Census”. Shanghai Bureau of Statistics. 2013년 5월 1일에 원본 문서에서 보존된 문서. 2019년 4월 25일에 확인함.
24. 1 2 3  “2.1 TOTAL HOUSEHOLDS,POPULATION,DENSITY OF REGISTERED POPULATION AND LIFE EXPECTANCY (1978～2017)”. Shanghai Municipal Statistics Bureau. 2019년 10월 29일에 원본 문서에서 보존된 문서. 2019년 9월 1일에 확인함.
25. ↑  2018年上海市国民经济和社会发展统计公报 [Statistical Communiqué of Shanghai on the 2018 National Economic and Social Development]. 《tjj.sh.gov.cn》 (중국어). Shanghai Municipal Statistics Bureau. 2019년 3월 1일. 2019년 5월 2일에 원본 문서에서 보존된 문서. 2019년 9월 1일에 확인함.
26. ↑  2019年上海市国民经济和社会发展统计公报 [Statistical Communiqué of Shanghai on the 2019 National Economic and Social Development]. 《tjj.sh.gov.cn》 (중국어). Shanghai Municipal Statistics Bureau. 2020년 3월 9일. 2020년 3월 24일에 원본 문서에서 보존된 문서. 2020년 3월 24일에 확인함.